# هینی لوهرر
هینی لوهرر (انگلیسی: Heini Lohrer; ۲۹ ژوئن ۱۹۱۸ – ۱۲ دسامبر ۲۰۱۱) ورزشکار هاکی روی یخ اهل سوئیس بود.
وی در مسابقات کشوری و بین‌المللی در مجموع برندهٔ ۱ مدال برنز شده‌است.